# Thánh ca tử thần
Thánh ca tử thần (tên gốc tiếng Hàn: 사의 찬미; Romaja: Saui Chanmi, còn được biết đến với tên tiếng Anh: The Hymn of Death) lấy bối cảnh thời Joseon năm 1920, kể về bi kịch có thật của Yoon Shim Deok - nữ ca sĩ soprano đầu tiên của Triều Tiên và người tình của cô - nhà viết kịch thiên tài Kim Woo Jin. Bộ phim có sự góp mặt của Lee Jong-suk và Shin Hye-sun.

## Tóm tắt
Loạt phim kể về câu chuyện bi kịch có thật của Yoon Shim Deok (Shin Hye-sun) - nữ ca sĩ giọng soprano đầu tiên đạt được tiếng vang tại Triều Tiên và người tình Kim Woo Jin (Lee Jong-suk) - một nhà soạn kịch tài ba cũng như nhìn nhận lại những tác phẩm của nhà soạn nhạc Kim Woo Jin mà bấy lâu nay ít ai biết đến.

## Diễn viên

### Nhân vật chính
- Lee Jong-suk trong vai Kim Woo Jin: Nhà soạn kịch thiên tài, một nhà tri thức thống khổ ở Triều Tiên. Kim Woo Jin mang trong người những ưu tư và khổ đau của một tuổi trẻ đang phải sống trong thời kì ảm đạm khi đất nước bị xâm lược, cùng tâm hồn nghệ thuật không hề bị dập tắt giữa bóng tối ấy.
- Shin Hye-sun trong vai Yun Sim Deok: Nữ ca sĩ giọng soprano đầu tiên gây được tiếng vang ở Triều Tiên những năm 1920. Là người tình và người bạn cùng chí hướng duy nhất của nhà soạn kịch thiên tài Kim Woo Jin.

### Nhân vật hỗ trợ

#### Gia đình Kim Woo Jin:
- Kim Myung-soo trong vai Kim Sung-gyu (cha của Woo-jin): Một con người Joseon đúng nghĩa. Vì đặt quá nhiều kì vọng vào đứa con trai trưởng thông minh Woo Jin, ông không thể chấp nhận được văn học mà Woo Jin thích, và Shim Deok - người con gái mà Woo Jin yêu.
- Park Sun-im vai Jung Chum-hyo (vợ của Woo-jin): Một người phụ nữ cam chịu. Dù biết trái tim Woo Jin đang hướng về người khác nhưng cô chưa từng để lộ cảm xúc của mình.

#### Gia đình Yoon Sim Deok:
- Kim Won-hae trong vai Yoon Suk-ho (cha của Sim Deok): Người chất phác nhưng vô dụng. Ông giao hết trách nhiệm chăm lo sinh kế của cả gia đình lên vai cô. Ông cũng cho rằng đối với người làm cha mẹ, việc tiêu xài những đồng tiền mà Shim Duk vất vả kiếm được là một chuyện hết sức hiển nhiên.
- Hwang Young-hee trong vai Kim Ssi (mẹ của Sim Deok): Sau khi con gái lớn xuất giá, bà chỉ biết trông cậy hoàn toàn vào Shim Duk. Đối với bà, sự tồn tại của Shim Duk chính là chỗ dựa của bà. Bà hoàn toàn tin tưởng vào Shim Duk nhưng chính niềm tin ấy lại trở thành là gánh nặng trong lòng Shim Duk.
- Ko Bo-gyeol trong vai Yoon Sung-duk (em gái của Sim Deok): Sau khi tốt nghiệp trường nhạc, cô chuẩn bị để sang Mỹ du học. Là người đệm đàn dương cầm khi Shim Duk thu âm "Tử Khúc".
- Shin Jae-ha vai Yoon Ki-sung (em trai của Sim Deok): Học sinh khoa thanh nhạc chưa trưởng thành. Muốn sang Mỹ du học như Sung Duk.

#### Đoàn nhạc kịch Đồng Hữu Hội:
- Lee Ji-hoon trong vai Hong Nan-pa [3]: Yêu Shim Deok nhưng từ khi nhận ra trong tim cô chỉ có Woo Jin, cậu không theo đuổi cô nữa.
- Jung Moon-sung trong vai Jo Myung-hee: Dù sinh trưởng trong một gia đình khó khăn nhưng anh đối xử với Woo Jin một cách chân thành, xem nhau như bạn bè thân thiết. Một người chính trực và vui vẻ.
- Oh Eui-sik trong vai Hong Hae-sung: Là người cùng với Woo Jin và Myung Hee thành lập Hiệp hội Nghệ thuật ở Đông Kinh (Tokyo). Anh là một diễn viên nhạc kịch nghèo khó và cũng là một người hòa nhã, tử tế có thể thấu hiểu được nỗi cô độc của Woo Jin.
- Lee Joon-yi trong vai Kyosuke Tomoda: Đồng môn của Woo Jin ở Đại học Waseda. Cậu và Woo Jin cùng nhau chia sẻ niềm đam mê nhạc kịch và nhờ đó mà trở nên thân thiết.
- Han Eun-seo trong vai Han Ki-joo (Soprano, người chơi piano) [4]: Là ca sĩ soprano và cũng là nghệ sĩ dương cầm. Cô là người bạn đồng hành của Shim Duk trên con đường ca hát.

#### Mọi người xung quanh Sim-deok
- Lee Sang-yeob trong vai Gim Hong-gi [5]: Hôn phu của Shim Duk. Là con trai gia đình giàu có và quyền lực ở Hamnam.
- Jang Hyun-sung trong vai Lee Yong-moon: Phú hộ vùng Gyeongseong, hay giúp đỡ những nghệ sĩ nghèo khó ở Joseon.
- Lee Cheol-min trong vai quản lí Tổng đốc phủ Triều Tiên. Ông gọi Shim Deok đến Tổng đốc phủ Triều Tiên và buộc cô phải làm ca sĩ bán thời gian ở đó.
- Kim Kang-hyun trong vai Lee Seo-koo: Trưởng phòng nghệ thuật Hãng thu âm Nitto. Say mê giọng hát của Shim Deok và ra sức sức thuyết phục Giám đốc người Nhật Tauchi kí hợp đồng thu âm với Shim Duk.
- Jang Hyuk-jin trong vai Dauchi: Giám đốc Hãng thu âm Nitto. Là người tin tưởng rằng khả năng ca hát của Shim Deok sẽ giúp hắn hái ra tiền.
- Bae Hae-sun trong trong vai giáo sư khoa thanh nhạc của trường Ueno: Nữ ca sĩ soprano tài năng, thầy của Shim Dẹok

## Sản xuất
Buổi đọc kịch bản đầu tiên diễn ra vào ngày 27 tháng 3 năm 2018 và tiến hành quay phim vào cuối tháng 4 năm 2018.

## Nhạc phim

### Phần 1
| Phát hành ngày 27 tháng 11 năm 2018 | Phát hành ngày 27 tháng 11 năm 2018  | Phát hành ngày 27 tháng 11 năm 2018 | Phát hành ngày 27 tháng 11 năm 2018 | Phát hành ngày 27 tháng 11 năm 2018 | Phát hành ngày 27 tháng 11 năm 2018 |
| STT                                 | Nhan đề                              | Phổ lời                             | Phổ nhạc                            | Ca sĩ                               | Thời lượng                          |
| ----------------------------------- | ------------------------------------ | ----------------------------------- | ----------------------------------- | ----------------------------------- | ----------------------------------- |
| 1.                                  | "The Heart Only Knows" (가슴만 알죠) | Hong Jin-young                      | Hong Jin-young                      | Sohyang                             | 5:03                                |
| 2.                                  | "The Heart Only Knows" (Inst.)       |                                     | Hong Jin-young                      |                                     | 5:03                                |
| Tổng thời lượng:                    | Tổng thời lượng:                     | Tổng thời lượng:                    | Tổng thời lượng:                    | Tổng thời lượng:                    | 10:06                               |

### Phần 2
| Phát hành ngày 3 tháng 12 năm 2018 | Phát hành ngày 3 tháng 12 năm 2018 | Phát hành ngày 3 tháng 12 năm 2018 | Phát hành ngày 3 tháng 12 năm 2018 | Phát hành ngày 3 tháng 12 năm 2018 | Phát hành ngày 3 tháng 12 năm 2018 |
| STT                                | Nhan đề                            | Phổ lời                            | Phổ nhạc                           | Ca sĩ                              | Thời lượng                         |
| ---------------------------------- | ---------------------------------- | ---------------------------------- | ---------------------------------- | ---------------------------------- | ---------------------------------- |
| 1.                                 | "Stay With Me"                     | Oh Sung-hoon LONG CANDY            | Oh Sung-hoon Lee Hyuck-joon        | Song Ha-ye                         | 3:45                               |
| 2.                                 | "Stay With Me" (Inst.)             |                                    | Oh Sung-hoon Lee Hyuck-joon        |                                    | 3:45                               |
| Tổng thời lượng:                   | Tổng thời lượng:                   | Tổng thời lượng:                   | Tổng thời lượng:                   | Tổng thời lượng:                   | 7:30                               |

### Phần 3
| Phát hành ngày 4 tháng 12 năm 2018 | Phát hành ngày 4 tháng 12 năm 2018 | Phát hành ngày 4 tháng 12 năm 2018 | Phát hành ngày 4 tháng 12 năm 2018 | Phát hành ngày 4 tháng 12 năm 2018 | Phát hành ngày 4 tháng 12 năm 2018 |
| STT                                | Nhan đề                            | Phổ lời                            | Phổ nhạc                           | Ca sĩ                              | Thời lượng                         |
| ---------------------------------- | ---------------------------------- | ---------------------------------- | ---------------------------------- | ---------------------------------- | ---------------------------------- |
| 1.                                 | "Falling In Love"                  | Oh Sung-hoon LONG CANDY            | Oh Sung-hoon Park Ga-young         | Heen                               | 3:45                               |
| 2.                                 | "Falling In Love" (Inst.)          |                                    | Oh Sung-hoon Park Ga-young         |                                    | 3:45                               |
| Tổng thời lượng:                   | Tổng thời lượng:                   | Tổng thời lượng:                   | Tổng thời lượng:                   | Tổng thời lượng:                   | 7:30                               |

## Tỉ lệ người xem
- Trong bảng dưới đây, màu xanh biểu thị xếp hạng thấp nhất và màu đỏ đại diện cho xếp hạng cao nhất.
- NR biểu thị rằng bộ phim không nằm trong 20 hạng đầu tiên so với các chương trình trong ngày đó.
- N/A biểu thị tỉ lệ người xem không được ghi nhận.

| Tập             | Ngày phát sóng gốc   | Tỉ lệ người xem trung bình | Tỉ lệ người xem trung bình | Tỉ lệ người xem trung bình |
| Tập             | Ngày phát sóng gốc   | TNmS                       | AGB Nielsen                | AGB Nielsen                |
| Tập             | Ngày phát sóng gốc   | Toàn quốc                  | Toàn quốc                  | Seoul                      |
| --------------- | -------------------- | -------------------------- | -------------------------- | -------------------------- |
| 1               | 27 tháng 11 năm 2018 | 5.9%                       | 7.4%                       | 8.3%                       |
| 2               | 27 tháng 11 năm 2018 | 6.5%                       | 7.8%                       | 8.9%                       |
| 3               | 3 tháng 12 năm 2018  | 4.2%                       | 4.7%                       | N/A                        |
| 4               | 3 tháng 12 năm 2018  | 5.1%                       | 5.6%                       | N/A                        |
| 5               | 4 tháng 12 năm 2018  | N/A                        | 4.7%                       | N/A                        |
| 6               | 4 tháng 12 năm 2018  | N/A                        | 6.2%                       | 7%                         |
| Trung bình cộng | Trung bình cộng      | -                          | 6.1%                       | -                          |